# Jianzhuang
Jianzhuang är en socken i Kina. Den ligger i provinsen Hebei, i den norra delen av landet, omkring 400 kilometer sydväst om huvudstaden Peking.
Genomsnittlig årsnederbörd är 615 millimeter. Den regnigaste månaden är juli, med i genomsnitt 240 mm nederbörd, och den torraste är januari, med 5 mm nederbörd.